# Niederkumbd
Niederkumbd (bis zum 6. Dezember 1935 Niederchumbd) ist eine Ortsgemeinde im Rhein-Hunsrück-Kreis in Rheinland-Pfalz. Sie gehört der Verbandsgemeinde Simmern-Rheinböllen an.

## Geographie
Niederkumbd ist ein landwirtschaftlich geprägter Ort im Tal des Kondbaches im Hunsrück. Die Gemarkung hat eine Fläche von 2,27 km².

## Geschichte
Niederkumbd wurde erstmals im Jahr 1368 urkundlich erwähnt. Zu dieser Zeit hieß der Ort noch Hasencomede und war mit dem Kloster Kumbd in der heutigen Ortschaft Klosterkumbd eng verbunden. Im Mittelalter gab es ein gleichnamiges Ortsadelsgeschlecht (Eberhard von Kumbd). 
Streitigkeiten zwischen der Grafschaft Sponheim und den Pfalzgrafen führte 1368 zu einer Fehde um den Ort. Danach musste der Graf von Sponheim die pfalzgräfliche Landeshoheit im Ort anerkennen. 
Seit 1410 gehörte der Ort zum Herzogtum Simmern, das 1556 die Reformation einführte. Später war wieder der Pfalzgraf bei Rhein Landesherr. 
Mit der Besetzung des linken Rheinufers 1794 durch französische Revolutionstruppen wurde der Ort französisch, 1815 wurde er auf dem Wiener Kongress dem Königreich Preußen zugeordnet. 
Nach dem Ersten Weltkrieg zeitweise wieder französisch besetzt, ist der Ort seit 1946 Teil des damals neu gebildeten Landes Rheinland-Pfalz.

## Politik

### Bürgermeister
Ortsbürgermeister ist Ralf Auler. Bei der Kommunalwahl am 26. Mai 2019 wurde er mit einem Stimmenanteil von 96,65 % in seinem Amt bestätigt. Er wurde im Juni 2024 wiedergewählt.

## Kultur und Sehenswürdigkeiten

### Bauwerke
- Ehemaliger Backes
- Evangelische Kapelle von 1809
- Historische Wassermühle von 1847: Nachdem die Gemeinde im Jahre 1952 das inzwischen verfallene Gebäude gekauft hatte und geplante Restaurierungen ausblieben, gab die Südwestrundfunk-Sendung Mach mit den Anstoß zu einer Renovierung der Mühle nebst Gelände durch die Bürger der Gemeinde. Sodann wurden das Mühlenrad erneuert und die Wasserzuführung wiederhergestellt. An der inzwischen betriebsfähigen Mühle wird alljährlich im September ein Mühlenfest gefeiert.

### Siehe auch

Ansichten von Niederkumbd
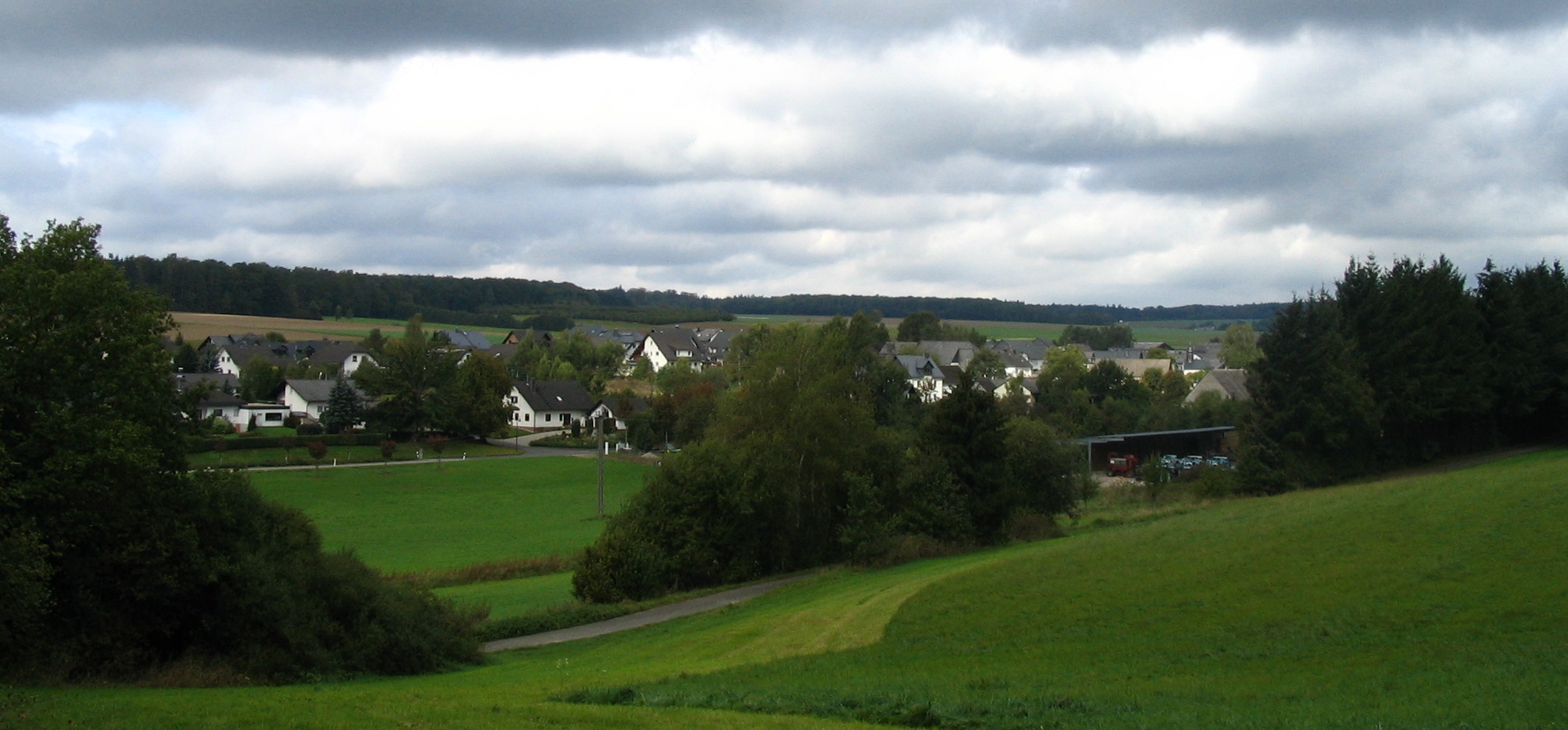
Niederkumbd aus südöstlicher Richtung
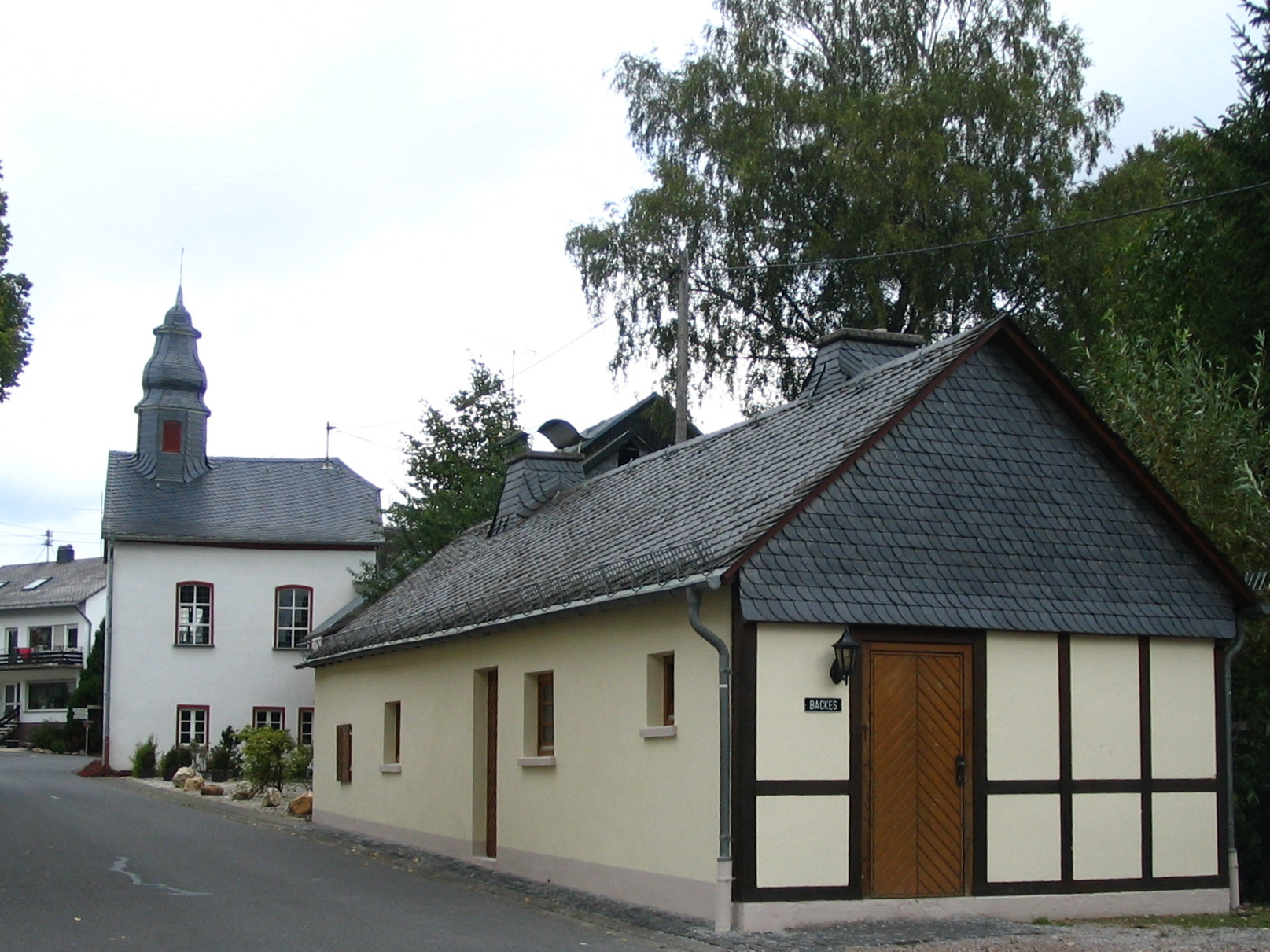
Ehemaliger Backes sowie im Hintergrund Ev. Kapelle, erbaut 1809
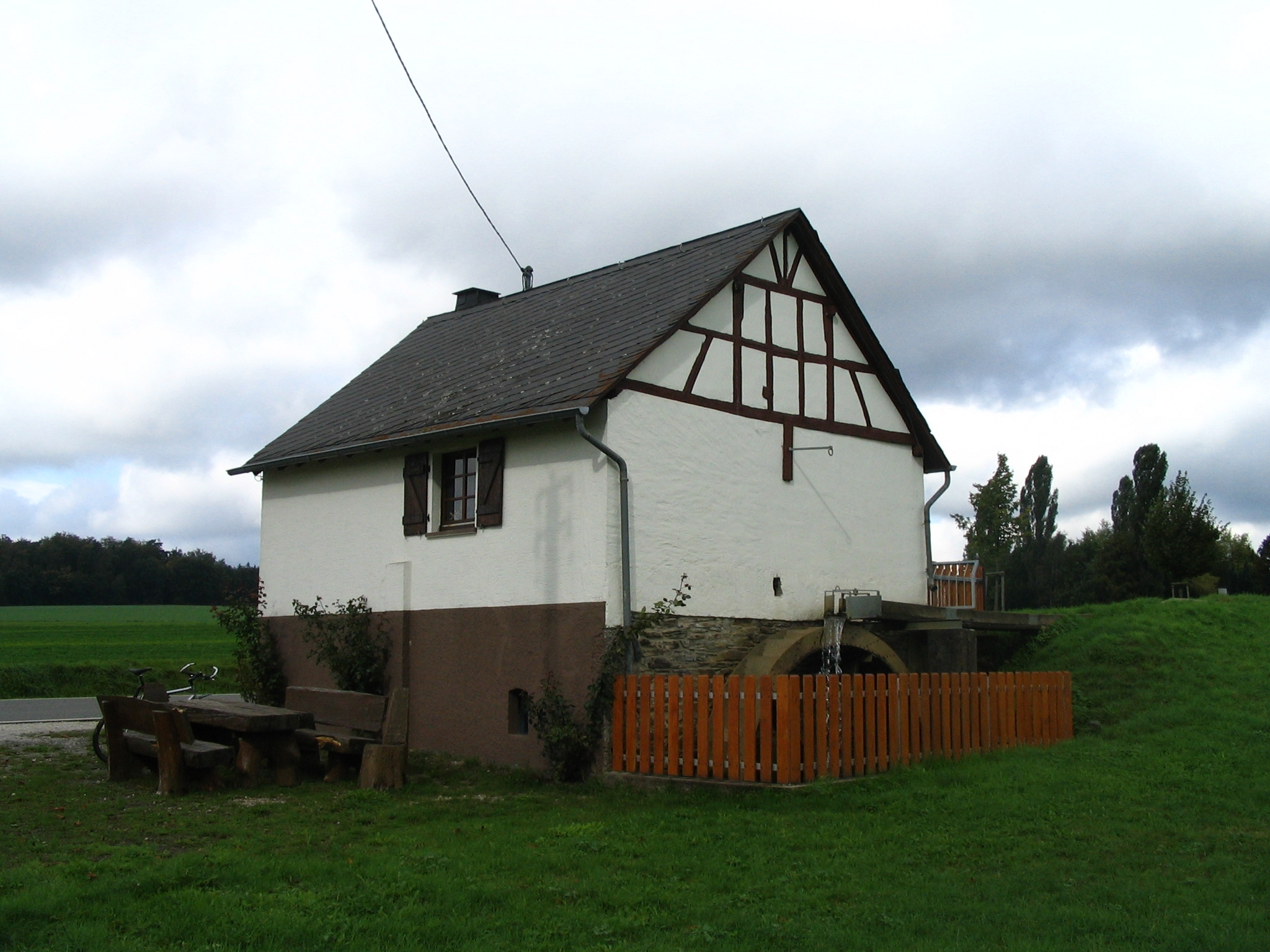
Historische Wassermühle, erbaut 1848 von Peter Paul Auler und Genossen